# Formule 1 v roce 1984
Sezóna roku 1984 byla v pořadí již 35. ročníkem Mistrovství světa jezdců Formule 1 a 27. ročníkem poháru konstruktérů. Triumf mezi jezdci slavil pilot McLarenu Niki Lauda a pohár konstruktérů, který získal McLaren. Sezóna začala na brazilském okruhu Jacarepagua, 25. března a mistrovství světa uzavírala Grand Prix Portugalska 21. října. Z kalendáře byla vyškrtnuta Grand Prix New Yorku, a Grand Prix Španělska, která se měla jet 21. října, byla nahrazena portugalskou Grand Prix.
Novinkou v pravidlech bylo omezení objemu nádrže na 220 l. Týmy se s tím dokázaly vyrovnat i některými nepovolenými praktikami, které se ovšem těžko dokazovaly, a to podchlazením paliva, což v reálu představovalo o 15 l pohonné látky navíc. Dalším přínosem bylo rozšíření elektroniky, která zlepšovala kontrolu nad vozem, a to především v oblasti vstřikování paliva. Již začátkem roku se za nejlépe připravené komponenty považovali McLaren MP4/2, navržený Johnem Bernardem a poháněný motorem Porsche Turbo od společnosti TAG.
Předchozí boje mezi konstruktéry a Mezinárodní federací automobilového sportu (FISA), ustaly. Posledním počinem byl protest stájí Renault a Ferrari v závěru roku proti mistru světa Piquetovi, jenž v Grand Prix Německa a Grand Prix Itálie použil ve svém voze palivovou směs o oktanovém čísle 102,8, zatímco pravidla povolují jako maximální hranici 102. Celou záležitost uzavřel razantně předseda FISA Balestre, který oznámil, že použité palivo ve vozech Brabham bylo v mezích tolerance, která dle pravidel činí 0,9.

## Před sezónou
V polovině ledna se na okruhu Jacarepagua u Rio de Janera, sešlo všech 11 týmů, které přijely testovat nové nebo předělané vozy. Téměř ve všech vozech se jako pohonná jednotka objevil přeplňovaný motor turbodmychadlem, jedinou výjimku tvořil tým Tyrrell, který spoléhal na osvědčený atmosférický motor Cosworth. Tým Kena Tyrrella ze začátku sezóny pociťuje omezený rozpočet v důsledku malého zájmu sponzorů. Nicméně Ford Motor Compa ohlásil zahájení prací na novém revolučním motoru, který bude přeplňovaný abude mít větší výkon. S klasickým motorem Ford Cosworth zvítězily vozy formule 1 ve 155 Grand Prix.

## Pravidla
Boduje prvních 6 jezdců podle klíče:
- První - 9 bodů
- Druhý - 6 bodů
- Třetí - 4 body
- Čtvrtý - 3 body
- Pátý - 2 body
- Šestý - 1 bod

- Motor - o maximálním objemu 1500 cm3 přeplňovaný turbodmychadlem nebo 3000 cm3 atmosférický. Maximální povolený počet válců je 12. Maximální objem nádrže je 220 l a je zakázáno doplňování paliva během závodu.
- Hmotnost - minimální povolená hmotnost je 540 kg.
- Kvalifikace - bylo zrušeno jedno ostré kolo a o postavení na startu rozhodoval průměrný čas z několika rychlých kol.

## Složení týmů
| Tým                                | Výrobce    | Šasi         | Motor                         | Pneumatiky       | č. | Pilot              |
| ---------------------------------- | ---------- | ------------ | ----------------------------- | ---------------- | -- | ------------------ |
| Motor Developments Racing          | Brabham    | BT53         | BMW M12/13                    | Michelin         | 1  | Nelson Piquet      |
| Motor Developments Racing          | Brabham    | BT53         | BMW M12/13                    | Michelin         | 2  | Teo Fabi           |
| Motor Developments Racing          | Brabham    | BT53         | BMW M12/13                    | Michelin         | 2  | Corrado Fabi       |
| Motor Developments Racing          | Brabham    | BT53         | BMW M12/13                    | Michelin         | 2  | Manfred Winkelhock |
| Tyrrell Racing Organisation        | Tyrrell    | 012          | Ford- Cosworth DFY            | G                | 3  | Martin Brundle     |
| Tyrrell Racing Organisation        | Tyrrell    | 012          | Ford- Cosworth DFY            | G                | 3  | Stefan Johansson   |
| Tyrrell Racing Organisation        | Tyrrell    | 012          | Ford- Cosworth DFY            | G                | 4  | Stefan Bellof      |
| Tyrrell Racing Organisation        | Tyrrell    | 012          | Ford- Cosworth DFY            | G                | 4  | Mike Thackwell     |
| Williams Grand Prix Engineering    | Williams   | FW09 FW09B   | Honda RA163E                  | G                | 5  | Jacques Laffite    |
| Williams Grand Prix Engineering    | Williams   | FW09 FW09B   | Honda RA163E                  | G                | 6  | Keke Rosberg       |
| Marlboro McLaren International     | McLaren    | MP4/2        | TAG Porsche P01               | Michelin         | 7  | Alain Prost        |
| Marlboro McLaren International     | McLaren    | MP4/2        | TAG Porsche P01               | Michelin         | 8  | Niki Lauda         |
| Marlboro McLaren International     | McLaren    | MP4/2        | TAG Porsche P01               | Michelin         | 32 | Stefan Bellof      |
| RAM Formula 1 Team Skol Bandit     | RAM        | 01 02        | Hart 415T                     | Pirelli          | 9  | Philippe Alliot    |
| RAM Formula 1 Team Skol Bandit     | RAM        | 01 02        | Hart 415T                     | Pirelli          | 10 | Jonathan Palmer    |
| RAM Formula 1 Team Skol Bandit     | RAM        | 01 02        | Hart 415T                     | Pirelli          | 10 | Mike Thackwell     |
| John Player Special Team Lotus     | Lotus      | 95T          | Renault EF4B                  | G                | 11 | Elio De Angelis    |
| John Player Special Team Lotus     | Lotus      | 95T          | Renault EF4B                  | G                | 12 | Nigel Mansell      |
| Team ATS                           | ATS        | D7           | BMW M12/M13                   | Pirelli          | 14 | Manfred Winkelhock |
| Team ATS                           | ATS        | D7           | BMW M12/M13                   | Pirelli          | 31 | Gerhard Berger     |
| Equipe Alpine-Renault Elf          | Renault    | RE50         | Renault EF4                   | Michelin         | 15 | Patrick Tambay     |
| Equipe Alpine-Renault Elf          | Renault    | RE50         | Renault EF4                   | Michelin         | 15 | Mario Andretti     |
| Equipe Alpine-Renault Elf          | Renault    | RE50         | Renault EF4                   | Michelin         | 16 | Derek Warwick      |
| Equipe Alpine-Renault Elf          | Renault    | RE50         | Renault EF4                   | Michelin         | 33 | Philippe Streiff   |
| Barclay Nordica Arrows Racing Team | Arrows     | A6 A7        | Ford- Cosworth DFV BMW M12/13 | G                | 17 | Marc Surer         |
| Barclay Nordica Arrows Racing Team | Arrows     | A6 A7        | Ford- Cosworth DFV BMW M12/13 | G                | 18 | Thierry Boutsen    |
| Toleman Group Motorsport           | Toleman    | TG183B TG184 | Hart 415T                     | Pirelli Michelin | 19 | Ayrton Senna       |
| Toleman Group Motorsport           | Toleman    | TG183B TG184 | Hart 415T                     | Pirelli Michelin | 19 | Stefan Johansson   |
| Toleman Group Motorsport           | Toleman    | TG183B TG184 | Hart 415T                     | Pirelli Michelin | 20 | Johnny Cecotto     |
| Toleman Group Motorsport           | Toleman    | TG183B TG184 | Hart 415T                     | Pirelli Michelin | 20 | Pierluigi Martini  |
| Spirit Racing                      | Spirit     | 201          | Honda RA163E                  | Pirelli          | 21 | Mauro Baldi        |
| Spirit Racing                      | Spirit     | 201          | Honda RA163E                  | Pirelli          | 21 | Huub Rothengatter  |
| Benetton F1 Team Alfa Romeo        | Alfa Romeo | 184T         | Alfa Romeo 890T               | G                | 22 | Riccardo Patrese   |
| Benetton F1 Team Alfa Romeo        | Alfa Romeo | 184T         | Alfa Romeo 890T               | G                | 23 | Eddie Cheever      |
| Osella Squadra Corse               | Osella     | FA-1E FA-1F  | Alfa Romeo 890T               | Pirelli          | 24 | Piercarlo Ghinzani |
| Osella Squadra Corse               | Osella     | FA-1E FA-1F  | Alfa Romeo 890T               | Pirelli          | 30 | Jo Gartner         |
| Equipe Ligier Loto                 | Ligier     | JS34         | Renault EF4                   | Michelin         | 25 | François Hesnault  |
| Equipe Ligier Loto                 | Ligier     | JS34         | Renault EF4                   | Michelin         | 26 | Andrea De Cesaris  |
| Scuderia Ferrari SEFAC             | Ferrari    | 126C4        | Ferrari 031                   | G                | 27 | Michele Alboreto   |
| Scuderia Ferrari SEFAC             | Ferrari    | 126C4        | Ferrari 031                   | G                | 28 | René Arnoux        |

### Změny v týmech
- Nelson Piquet nastupuje do sezony jako obhájce titulu a jako jeden z mála nezměnil působiště.
- Tým ATS kromě Manfreda Winkelhocka, nasadil v několika závodech i druhý vůz, který pilotoval Gerhard Berger.
- Brabham BMW konstruktéra Gordona Murraye vyjel se zcela novým motorem BMW M12/13 1.5 L4T. Poté, co odešel hlavní sponzor Fila, se tým přejmenoval na MRD International
- Lotus v černo zlatých barvách sponzora JPS nastoupil v kompletní jezdecké sestavě z loňské sezóny a s turbo motorem Renault, je to vůbec první konstrukce na které nepracoval zesnuvší Colin Chapman.
- Renault nasadil nový vůz RE50, jehož řešení je poněkud odvážnější než u jeho předchůdců. Nový motor EF-4 je výkonnější, mechanika je kompaktneji uspořádaná, šasi z kevlaru pomohlo k nižší hmotnosti. Z týmu odešel Alain Prost a nezůstal ani Eddie Cheever, jejich místa zaujali Patrick Tambay a Derek Warwick.
- Ligier s novým vozem JS-23 také sází na turbo od Renaultu a na italského pilota Andreu de Cesarise (dříve Alfa Romeo), který má s turbo motory bohaté zkušenosti. Tým doplnil nováček François Hesnault.
- Značné změny doznal i tým Alfa Romeo, který představil především nové závěsy a chladicí systém. Zbrusu nová jezdecká dvojice Riccardo Patrese a Eddie Cheever slibovala posun vpřed.
- Tým Spirit, který loni experimentoval s turbo motorem od Hondy, koupil motory Hart a Švéd Stefan Johansson, který loňskou sezónu za stáj jezdil, se na soupisce neobjevil a v Brazílii vůz testoval Emerson Fittipaldi, který se po třech letech absence chtěl vrátit do světa Grand Prix.
- McLaren, pokládaný za černého koně šampionátu, přijal Alaina Prosta, který tak nahradil Johna Watsona.
- Enzo Ferrari propustil Patricka Tambaye a na jeho místo angažoval nadějného pilota Michele Alboreta.

## Velké ceny
| Datum               | Grand Prix                                  | Náhled | Akce             | Jezdec             | Vůz               | Stav MS     |
| ------------------- | ------------------------------------------- | ------ | ---------------- | ------------------ | ----------------- | ----------- |
| 1. GP 25. březen    | Brazílie Jacarepaguá (Výsledky)             |        | Závod            | Alain Prost        | McLaren-TAG MP4/2 | Alain Prost |
| 1. GP 25. březen    | Brazílie Jacarepaguá (Výsledky)             | Kolo   | Alain Prost      | McLaren-TAG MP4/2  |                   | Alain Prost |
| 1. GP 25. březen    | Brazílie Jacarepaguá (Výsledky)             | Pole   | Elio de Angelis  | Lotus-Renault 95T  |                   | Alain Prost |
| 2. GP 7. duben      | Jihoafrická republika Kyalami (Výsledky)    |        | Závod            | Niki Lauda         | McLaren-TAG MP4/2 | Alain Prost |
| 2. GP 7. duben      | Jihoafrická republika Kyalami (Výsledky)    | Kolo   | Patrick Tambay   | Renault RE50       |                   | Alain Prost |
| 2. GP 7. duben      | Jihoafrická republika Kyalami (Výsledky)    | Pole   | Nelson Piquet    | Brabham-BMW BT53   |                   | Alain Prost |
| 3. GP 25. duben     | Belgie Zolder (Výsledky)                    |        | Závod            | Michele Alboreto   | Ferrari 126C4     | Alain Prost |
| 3. GP 25. duben     | Belgie Zolder (Výsledky)                    | Kolo   | René Arnoux      | Ferrari 126C4      |                   | Alain Prost |
| 3. GP 25. duben     | Belgie Zolder (Výsledky)                    | Pole   | Michele Alboreto | Ferrari 126C4      |                   | Alain Prost |
| 4. GP 6. květen     | San Marino Imola (Výsledky)                 |        | Závod            | Alain Prost        | McLaren-TAG MP4/2 | Alain Prost |
| 4. GP 6. květen     | San Marino Imola (Výsledky)                 | Kolo   | Nelson Piquet    | Brabham-BMW BT53   |                   | Alain Prost |
| 4. GP 6. květen     | San Marino Imola (Výsledky)                 | Pole   | Nelson Piquet    | Brabham-BMW BT53   |                   | Alain Prost |
| 5. GP 20. květen    | Francie Dijon-Prenois (Výsledky)            |        | Závod            | Niki Lauda         | McLaren-TAG MP4/2 | Alain Prost |
| 5. GP 20. květen    | Francie Dijon-Prenois (Výsledky)            | Kolo   | Alain Prost      | McLaren-TAG MP4/2  |                   | Alain Prost |
| 5. GP 20. květen    | Francie Dijon-Prenois (Výsledky)            | Pole   | Patrick Tambay   | Renault RE50       |                   | Alain Prost |
| 6. GP 3. červen     | Monako Circuit de Monaco (Výsledky)         |        | Závod            | Alain Prost        | McLaren-TAG MP4/2 | Alain Prost |
| 6. GP 3. červen     | Monako Circuit de Monaco (Výsledky)         | Kolo   | Ayrton Senna     | Toleman-Hart TG184 |                   | Alain Prost |
| 6. GP 3. červen     | Monako Circuit de Monaco (Výsledky)         | Pole   | Alain Prost      | McLaren-TAG MP4/2  |                   | Alain Prost |
| 7. GP 17. červen    | Kanada Circuit Gilles Villeneuve (Výsledky) |        | Závod            | Nelson Piquet      | Brabham-BMW BT53  | Alain Prost |
| 7. GP 17. červen    | Kanada Circuit Gilles Villeneuve (Výsledky) | Kolo   | Nelson Piquet    | Brabham-BMW BT53   |                   | Alain Prost |
| 7. GP 17. červen    | Kanada Circuit Gilles Villeneuve (Výsledky) | Pole   | Nelson Piquet    | Brabham-BMW BT53   |                   | Alain Prost |
| 8. GP 24. červen    | Detroit (Výsledky)                          |        | Závod            | Nelson Piquet      | Brabham-BMW BT53  | Alain Prost |
| 8. GP 24. červen    | Detroit (Výsledky)                          | Kolo   | Derek Warwick    | Renault RE50       |                   | Alain Prost |
| 8. GP 24. červen    | Detroit (Výsledky)                          | Pole   | Nelson Piquet    | Brabham-BMW BT53   |                   | Alain Prost |
| 9. GP 8. červenec   | Dallas (Výsledky)                           |        | Závod            | Keke Rosberg       | Renault RE40      | Alain Prost |
| 9. GP 8. červenec   | Dallas (Výsledky)                           | Kolo   | Niki Lauda       | McLaren-TAG MP4/2  |                   | Alain Prost |
| 9. GP 8. červenec   | Dallas (Výsledky)                           | Pole   | Nigel Mansell    | Lotus-Renault 95T  |                   | Alain Prost |
| 10. GP 22. červenec | Velká Británie Brands Hatch (Výsledky)      |        | Závod            | René Arnoux        | Ferrari 126C4     | Alain Prost |
| 10. GP 22. červenec | Velká Británie Brands Hatch (Výsledky)      | Kolo   | René Arnoux      | Ferrari 126C4      |                   | Alain Prost |
| 10. GP 22. červenec | Velká Británie Brands Hatch (Výsledky)      | Pole   | Patrick Tambay   | Renault RE50       |                   | Alain Prost |
| 11. GP 5. srpen     | Německo Hockenheimring (Výsledky)           |        | Závod            | Alain Prost        | McLaren-TAG MP4/2 | Alain Prost |
| 11. GP 5. srpen     | Německo Hockenheimring (Výsledky)           | Kolo   | Alain Prost      | McLaren-TAG MP4/2  |                   | Alain Prost |
| 11. GP 5. srpen     | Německo Hockenheimring (Výsledky)           | Pole   | Alain Prost      | McLaren-TAG MP4/2  |                   | Alain Prost |
| 12. GP 19. srpen    | Rakousko Osterreichring (Výsledky)          |        | Závod            | Niki Lauda         | McLaren-TAG MP4/2 | Niki Lauda  |
| 12. GP 19. srpen    | Rakousko Osterreichring (Výsledky)          | Kolo   | Niki Lauda       | McLaren-TAG MP4/2  |                   | Niki Lauda  |
| 12. GP 19. srpen    | Rakousko Osterreichring (Výsledky)          | Pole   | Nelson Piquet    | Brabham-BMW BT53   |                   | Niki Lauda  |
| 13. GP 26. srpen    | Nizozemsko Zandvoort (Výsledky)             |        | Závod            | Alain Prost        | McLaren-TAG MP4/2 | Niki Lauda  |
| 13. GP 26. srpen    | Nizozemsko Zandvoort (Výsledky)             | Kolo   | René Arnoux      | Ferrari 126C4      |                   | Niki Lauda  |
| 13. GP 26. srpen    | Nizozemsko Zandvoort (Výsledky)             | Pole   | Alain Prost      | McLaren-TAG MP4/2  |                   | Niki Lauda  |
| 14. GP 9. září      | Itálie Monza (Výsledky)                     |        | Závod            | Niki Lauda         | McLaren-TAG MP4/2 | Niki Lauda  |
| 14. GP 9. září      | Itálie Monza (Výsledky)                     | Kolo   | Niki Lauda       | McLaren-TAG MP4/2  |                   | Niki Lauda  |
| 14. GP 9. září      | Itálie Monza (Výsledky)                     | Pole   | Nelson Piquet    | Brabham-BMW BT53   |                   | Niki Lauda  |
| 15. GP 7. říjen     | Evropa Nürburgring (Výsledky)               |        | Závod            | Alain Prost        | McLaren-TAG MP4/2 | Niki Lauda  |
| 15. GP 7. říjen     | Evropa Nürburgring (Výsledky)               | Kolo   | Michele Alboreto | Brabham-BMW BT52   |                   | Niki Lauda  |
| 15. GP 7. říjen     | Evropa Nürburgring (Výsledky)               | Pole   | Nelson Piquet    | Brabham-BMW BT53   |                   | Niki Lauda  |
| 16. GP 21. říjen    | Portugalsko Estoril (Výsledky)              |        | Závod            | Alain Prost        | McLaren-TAG MP4/2 | Niki Lauda  |
| 16. GP 21. říjen    | Portugalsko Estoril (Výsledky)              | Kolo   | Niki Lauda       | McLaren-TAG MP4/2  |                   | Niki Lauda  |
| 16. GP 21. říjen    | Portugalsko Estoril (Výsledky)              | Pole   | Nelson Piquet    | Brabham-BMW BT53   |                   | Niki Lauda  |

### Brazílie
První pole position sezóny a druhé ve své kariéře získal talentovaný Říman Elio de Angelis na voze Lotus. Start se ale nejlépe povedl jeho krajanovi Michele Alboretovi, který se tak ujal vedení, zatímco Lauda a Warwick mírně kolidovali a Nelson Piquet měl problém s motorem.
Již se zdálo že Michele Alboreto jedoucí v čele rozhodl o závodě, když z jeho vozu unikla brzdová kapalina a v 11. kole tak přišel o vedení a ve 14. odstoupil definitivně. Vedení převzal Niki Lauda a Nelson Piquet prokázal, že jeho Brabham je nejrychlejším monopostem v poli, když se probojoval na 7. pozici. Také Laudovi nebylo dáno, aby viděl šachovnicový praporek - ve 38. kole ho zradila elektronika. Na čele se mihl Prost, ale vzápětí pozici přenechal Warwickovi, protože musel zamířit do boxu. Deset kol před cílem zradila technika i Warwicka a tak se do čela vrátil Prost a vedení udržel až do cíle. Jako další projeli cílem Rosberg (Williams-Honda), De Angelis, Cheever (Alfa Romeo), Brundle (Tyrrell-Ford) a Tambay (Renault ).

### Jihoafrická republika
Nelson Piquet získal první pole position v sezóně a patřil mezi nejrychlejší v celém závodním víkendu, do doby než jeho motor během závodu explodoval. Do čela se tak dostal Niki Lauda a vedení si udržel až do cíle. Jeho týmový kolega Alain Prost startoval z boxu v náhradním voze a skvělou stíhací jízdou si vybojoval druhé místo. Zbytek světa jen přihlížel a na třetím místě dokončivší Warwick ztrácel již celé kolo. Riccardo Patrese s Alfou Romeo dojel čtvrtý, Andrea de Cesaris na Ligieru pátý a šestým místem poprvé v kariéře bodoval i Ayrton Senna.

### Belgie
Poslední rok, kdy se Velká cena Belgie pořádala na okruhu Zolder a od příštího roku se vrátila zpět na legendární okruh Spa-Francorchamps. Překvapivým vítězem se stal Ital Michele Alboreto, poté, co v kvalifikaci získal pole position o 0,5 sekundy před druhým jezdcem, kterým byl jeho týmový kolega René Arnoux. Alboreto následně dominoval celý závod, vedl každé kolo a získal jedinou výhru pro Ferrari v této sezóně. Druhý skončil Derek Warwick, třetí René Arnoux, čtvrtý Keke Rosberg, pátý Elio de Angelis a poslední bod Ayrton Senna.

### San Marino
Nelson Piquet rozdílem jedné desetiny získal pole position před Alainem Prostem, avšak při startu závodu o vedení přišel a od té chvíle Prost vedl závod až do konce. Z 26 jezdců, kteří do závodu odstartovali, jich dokončilo pouze 9. Zbytek bodovaných pozic doplnili René Arnoux, Elio de Angelis, Derek Warwick, Thierry Boutsen a Andrea de Cesaris.

### Francie
Okruh Dijon-Prenois oslavil milník pro Formuli 1, která tímto pořádala už sedmdesátou Velkou cenu Francie. Patrick Tambay získal pole position před Eliem de Angelisem rozdílem desetiny. Přestože se Niki Lauda kvalifikoval až osmý, zvládl v závodě vyšplhat vzhůru a ve 41. kole předjel jezdce Renaultu, který vedl od začátku. V 55. kole předjel Tambay zpět Laudu, ale 7 kol později si pozice znovu vyměnili a Lauda už vedení udržel až do konce. Třetí schod na pódiu doplnil Nigel Mansell. Čtvrtý dojel Arnoux, pátý de Angelis a jeden bod získal Keke Rosberg. Alain Prost dojel na sedmém místě bez bodu, což se stalo jedním z klíčových momentů celého šampionátu.

### Monaco
Alain Prost těsným rozdílem získal pole position před Nigelem Mansellem. Před začátkem závodu začalo silně pršet, a proto byl závod o 45 minut odložen, což ale nijak nepomohlo a tak se stejně startovalo za mokra. Prost a Mansell s přehledem vedli od startu, zatím co se oba jezdci Renaultu navzájem vyřadili v první zatáčce. V 11. kole Mansell předjel Prosta, ale hned pár kol poté skončil v bariéře. Niki Lauda předjel obě Ferrari, ale rychlý Ayrton Senna ho v rozmezí pár kol dohnal a předjel. Kolem 30. kole se počasí začalo zhoršovat a donutilo maršály závod předčasně ukončit ve 31. kole. Prost zvítězil, druhý byl Senna, třetí Arnoux, čtvrtý Rosberg, pátý Elio de Angelis a šestý Michele Alboreto.

### Kanada
Nelson Piquet získal pole position s náskokem sedmi desetin, před druhým Alainem Prostem a po celý závod si první místo udržel. Nejblíže mu byl v cíli Niki Lauda, který strácel 2,6 sekundy. Zbytek pole byl daleko za nimi. Třetí Prost ztrácel téměr minutu a půl, čtvrtý de Angelis byl předjet o kolo a pátý Arnoux a šestý Mansell od 2.

### USA (Detroit)
Stejně jako v Kanadě, byl Nelson Piquet velmi dominantní a potom co v kvalifikaci porazil Prosta o 6 desetin sekundy, vedl každě kolo závodu a vyhrál podruhé (a naposledy) v této sezóně. Závod byl značně ovlivněn poškozením a diskvalifikacemi, když z 26 jezdcu, kteří odstartovali dojelo pouze 5. Piqueta na pódiu doplnil Elio de Angelis a Teo Fabi. Na čtvrtém místě dojel Prost a poslední Jacques Laffite.

### USA (Dallas)
Závod v Texasu se pořádal na okruhu State Fair Park a zvýraznil nedostatky Formule 1 v 80. letech (mnoho nehod, špatně připravený okruh a nedostatek financí) a z toho důvodu už se v kalendáři vícekrát neobjevil. V kvalifikaci rozdělené na 2 části zvítězil Nigel Mansell, který následně vedl závod až do 36. kola ve kterém ho předjel Keke Rosberg. V rozmezí 49. a 56. kola vedl závod Alain Prost, ale potom co trefil bariéru a nemohl dokončit ho Rosberg znovu předjel a vyhrál závod. Závod celkem dokončilo pouze 8 jezdců. Druhý dojel René Arnoux, třetí Elio de Angelis, čtvrtý Jacques Laffite, pátý Piercarlo Ghinzani a na šestém místě Nigel Mansell.

### Velká Británie
Po třech závodech v Severní Americe se Formule 1 vrátila zpět do Evropy a jelo se na okruhu Brands Hatch. Nelson Piquet získal pole position a první pozici udržel až do 12. kola když ho předjel Alain Prost, který ale z důvodu problému s převodovkou nedokončil a dal tak možnost Laudovi, který vyhrál, možnost téměř bodově se dotáhnout na svého francouzského kolegu. Druhý dokončil Derek Warwick, třetí Ayrton Senna a na zbytku bodovaných pozic se umístili Elio de Angelis, Michele Alboreto a René Arnoux.

### Německo
Hockenheimring hostil Velkou cenu Německa v sezóně 1984. V kvalifikaci byl nejrychlejší Alain Prost, ale rozdílem pouhých 5 setin sekundy před Eliem de Angelisem, zatím co zbytek jezdců se kvalifikovali v rozmezí až několika sekund. Při startu de Angelis odstartoval lépe a vedl až do 8. kola ve kterém ho předjel Nelson Piquet a jeho poté ve 22. kole předjel Alain Prost a vyhrál. Druhý skončil Niki Lauda, třetí Deker Warwick, čtvrtý Nigel Mansell, pátý Patrick Tambay a šestý René Arnoux.

### Rakousko
Velká cena Rakouska se stala klíčovým závodem sezóny, přestože Nelson Piquet získal pole position o 3 setiny před Prostem, tak právě Francouz nedokončil a Niki Lauda vyhrál a v šampionátu Prosta předběhl. Za druhým Piquetem dojel Alboreto, čtvrtý Fabi, pátý Boutsen a šestý Surer.

### Nizozemsko
Kvalifikaci na okruhu Zandvoort vyhrál Alain Prost před Nelsonem Piquetem rozdílem 3 desetin, ale Brazilec lépe odstartoval v závodě a vedl prvních 10 kol, poté ho Prost předjel zpátky a připsal si důležitou výhru, jenže Niki Lauda dojel druhý a v šampionátu stále vedl o půl bodu. Třetí dojel Mansell, čtvrtý de Angelis, pátý Fabi a šestý Tambay.

### Itálie
Další důležitý závod který Alain Prost nedokončil, zatím co Niki Lauda vyhrál. Nelson Piquet znovu vyhrál kvalifikaci a Alain Prost byl za ním druhý. Prostův motor na začátku 4. kola vypověděl službu a tak mohl Nelson Piquet pokračovat směrem k vítězství až do 16. kola kdy jeho motor potkal stejný osud jako Prostův. Od 16. kola až do 43. vedl závod Tambay, kterého několik kol před koncem předjel Niki Lauda a zajistil si 9.5 bodové vedení šampionátu před Prostem. Druhý dokončil Alboreto, třetí Patrese a čtvrtý Johansson. Pátý Gartner a šestý Berger, nedostali body, protože jejich týmy zaplatili pouze 1 vstupeknu na závod.

### Evropa (Německo)
Druhý závod v Německu, byl tentokrát na Nurburgringu. Nelson Piquet získal pole position, před Alainem Prostem, ale hned na startu ho Francouz předjel a až do konce vedl závod a zvítězil s náskokem 23 sekund. Druhý nakonec dojel Alboreto a Piquet až třetí, Niki Lauda dojel čtvrtý, Arnoux pátý a šestý Patrese.

### Portugalsko
Poslední závod sezóny, který rozhodl kdo z dvojice Alain Prost; Niki Lauda, vyhraje jezdecký šampionát. V kvalifikaci získal 9. pole position Nelson Piquet, ale již tradičně ji v závodě ztratil na úkor Keke Rosberga, který nevedl závod o mnoho déle a už v devátém kole vedl závod Alain Prost. Francouz si dojel pro pohodlné první místo, ale Lauda se dokázal probojovat skrz pole a vyšplhal až na druhou příčku, která mu jen tak tak stačila na zisk titulu. Jedná se o rekordně nízký rozestup mezi prvními dvěma jezdci, kde Prosta dělil od tituli pouhý půl bod. Na třetím místě dojel Ayrton Senna, čtvrtý Michele Alboreto, pátý Elio de Angelis a na poslední bodované příčce se umístil Nelson Piquet.

## Konečné hodnocení

### Piloti
| *  | Pilot              | BRA | RSA | BEL | SMR | FRA | MON | CAN | USE | USA | GBR | GER | AUT | NED | ITA | EUR | POR | Body |
| -- | ------------------ | --- | --- | --- | --- | --- | --- | --- | --- | --- | --- | --- | --- | --- | --- | --- | --- | ---- |
| 1  | Niki Lauda         | Ret | 1   | Ret | Ret | 1   | Ret | 2   | Ret | Ret | 1   | 2   | 1   | 2   | 1   | 4   | 2   | 72   |
| 2  | Alain Prost        | 1   | 2   | Ret | 1   | 7   | 1   | 3   | 4   | Ret | Ret | 1   | Ret | 1   | Ret | 1   | 1   | 71.5 |
| 3  | Elio de Angelis    | 3   | 7   | 5   | 3   | 5   | 5   | 4   | 2   | 3   | 4   | Ret | Ret | 4   | Ret | Ret | 5   | 34   |
| 4  | Michele Alboreto   | Ret | 11  | 1   | Ret | Ret | 6   | Ret | Ret | Ret | 5   | Ret | 3   | Ret | 2   | 2   | 4   | 30.5 |
| 5  | Nelson Piquet      | Ret | Ret | 9   | Ret | Ret | Ret | 1   | 1   | Ret | 7   | Ret | 2   | Ret | Ret | 3   | 6   | 29   |
| 6  | René Arnoux        | Ret | Ret | 3   | 2   | 4   | 3   | 5   | Ret | 2   | 6   | 6   | 7   | 11  | Ret | 5   | 9   | 27   |
| 7  | Derek Warwick      | Ret | 3   | 2   | 4   | Ret | Ret | Ret | Ret | Ret | 2   | 3   | Ret | Ret | Ret | 11  | Ret | 23   |
| 8  | Keke Rosberg       | 2   | Ret | 4   | Ret | 6   | 4   | Ret | Ret | 1   | Ret | Ret | Ret | 8   | Ret | Ret | Ret | 20.5 |
| 9  | Ayrton Senna       | Ret | 6   | 6   | DNQ | Ret | 2   | 7   | Ret | Ret | 3   | Ret | Ret | Ret |     | Ret | 3   | 13   |
| 10 | Nigel Mansell      | Ret | Ret | Ret | Ret | 3   | Ret | 6   | Ret | 6   | Ret | 4   | Ret | 3   | Ret | Ret | Ret | 13   |
| 11 | Patrick Tambay     | 5   | Ret | 7   | Ret | 2   | Ret |     | Ret | Ret | 8   | 5   | Ret | 6   | Ret | Ret | 7   | 11   |
| 12 | Teo Fabi           | Ret | Ret | Ret | Ret | 9   |     |     | 3   |     | Ret | Ret | 4   | 5   | Ret | Ret |     | 9    |
| 13 | Riccardo Patrese   | Ret | 4   | Ret | Ret | Ret | Ret | Ret | Ret | Ret | 12  | Ret | 10  | Ret | 3   | 6   | 8   | 8    |
| 14 | Jacques Laffite    | Ret | Ret | Ret | Ret | 8   | 8   | Ret | 5   | 4   | Ret | Ret | Ret | Ret | Ret | Ret | 14  | 5    |
| 15 | Thierry Boutsen    | 6   | 12  | Ret | 5   | 11  | DNQ | Ret | Ret | Ret | Ret | Ret | 5   | Ret | 10  | 9   | Ret | 5    |
| 16 | Eddie Cheever      | 4   | Ret | Ret | 7   | Ret | DNQ | 11  | Ret | Ret | Ret | Ret | Ret | 13  | 9   | Ret | 17  | 3    |
| 17 | Stefan Johansson   |     |     |     |     |     |     |     |     |     | DSQ | DSQ | DNQ | DSQ | 4   | Ret | 11  | 3    |
| 18 | Andrea de Cesaris  | Ret | 5   | Ret | 6   | 10  | Ret | Ret | Ret | Ret | 10  | 7   | Ret | Ret | Ret | 7   | 12  | 3    |
| 19 | Piercarlo Ghinzani | Ret | WD  | Ret | DNQ | 12  | 7   | Ret | Ret | 5   | 9   | Ret | Ret | Ret | 7   | Ret | Ret | 2    |
| 20 | Marc Surer         | 7   | 9   | 8   | Ret | Ret | DNQ | Ret | Ret | Ret | 11  | Ret | 6   | Ret | Ret | Ret | Ret | 1    |
| 21 | Jo Gartner         |     |     |     | Ret |     |     |     |     |     | Ret | Ret | Ret | 12  | 5   | Ret | 16  | 0    |
| 22 | Gerhard Berger     |     |     |     |     |     |     |     |     |     |     |     | 12  |     | 6   | Ret | 13  | 0    |
| 23 | François Hesnault  | Ret | 10  | Ret | Ret |     | Ret | Ret | Ret | Ret | Ret | 8   | 8   | 7   | Ret | 10  | Ret | 0    |
| 24 | Corrado Fabi       |     |     |     |     |     | Ret | Ret |     | 7   |     |     |     |     |     |     |     | 0    |
| 25 | Mauro Baldi        | Ret | 8   | Ret | 8   | Ret | DNQ |     |     |     |     |     |     |     |     | 8   | 15  | 0    |
| 26 | Manfred Winkelhock | DSQ | Ret | Ret | Ret | Ret | Ret | 8   | Ret | 8   | Ret | Ret |     | Ret | DNS |     | 10  | 0    |
| 27 | Jonathan Palmer    | 8   | Ret | 10  | 9   | 13  | DNQ |     | Ret | Ret | Ret | Ret | 9   | 9   | Ret | Ret | Ret | 0    |
| 28 | Huub Rothengatter  |     |     |     |     |     |     | NC  | DNQ | Ret | NC  | 9   | NC  | Ret | 8   |     |     | 0    |
| 29 | Johnny Cecotto     | Ret | Ret | Ret | NC  | Ret | Ret | 9   | Ret | Ret | DNQ |     |     |     |     |     |     | 0    |
| 30 | Philippe Alliot    | Ret | Ret | DNQ | Ret | Ret | DNQ | 10  | Ret |     | Ret | Ret | 11  | 10  | Ret | Ret | Ret | 0    |
| —  | Stefan Bellof      | DSQ | Ret | DSQ | DSQ | DSQ | DSQ | DSQ | DSQ | Ret | DSQ |     | DSQ | DSQ |     |     |     | 0    |
| —  | Martin Brundle     | DSQ | Ret | DSQ | DSQ | DSQ | DNQ | DSQ | DSQ | DNQ |     |     |     |     |     |     |     | 0    |
| —  | Mike Thackwell     |     |     |     |     |     |     | Ret |     |     |     | DNQ |     |     |     |     |     | 0    |
| —  | Philippe Streiff   |     |     |     |     |     |     |     |     |     |     |     |     |     |     |     | Ret | 0    |
| —  | Pierluigi Martini  |     |     |     |     |     |     |     |     |     |     |     |     |     | DNQ |     |     | 0    |
| *  | Pilot              | BRA | RSA | BEL | SMR | FRA | MON | CAN | USE | USA | GBR | GER | AUT | NED | ITA | EUR | POR | Body |

| Legenda k tabulce | Legenda k tabulce                                                                       |
| Barva             | Výsledek                                                                                |
| ----------------- | --------------------------------------------------------------------------------------- |
| Zlatá             | Vítěz                                                                                   |
| Stříbrná          | 2. místo                                                                                |
| Bronzová          | 3. místo                                                                                |
| Zelená            | Bodované umístění                                                                       |
| Modrá             | Nebodované umístění                                                                     |
| Modrá             | Dokončil neklasifikován (NC)                                                            |
| Fialová           | Odstoupil (Ret)                                                                         |
| Červená           | Nekvalifikoval se (DNQ)                                                                 |
| Červená           | Nepředkvalifikoval se (DNPQ)                                                            |
| Černá             | Diskvalifikován (DSQ)                                                                   |
| Bílá              | Nestartoval (DNS)                                                                       |
| Bílá              | Závod zrušen (C)                                                                        |
| Světle modrá      | Pouze trénoval (PO)                                                                     |
| Světle modrá      | Páteční testovací jezdec (TD)                                                           |
| Bez barvy         | Netrénoval (DNP)                                                                        |
| Bez barvy         | Vyřazen (EX)                                                                            |
| Bez barvy         | Nepřijel (DNA)                                                                          |
| Bez barvy         | Odvolal účast (WD)                                                                      |
| Bez barvy         | Nezúčastnil se (prázdné)                                                                |
| Označení          | Význam                                                                                  |
| Tučnost           | Pole position                                                                           |
| Kurzíva           | Nejrychlejší kolo                                                                       |
| †                 | Jezdec nedojel do cíle, ale byl klasifikován, protože odjel více než 90 % délky závodu. |
| ‡                 | Byl udělován poloviční počet bodů, protože bylo odjeto méně než 75 % délky závodu.      |
| Horní index       | Umístění bodujících jezdců ve sprintu                                                   |

| *  | Jezdec             | Body | Vítězství | Podium | Pole |
| -- | ------------------ | ---- | --------- | ------ | ---- |
| 1  | Niki Lauda         | 72   | 5         | 9      |      |
| 2  | Alain Prost        | 71.5 | 7         | 9      | 3    |
| 3  | Elio de Angelis    | 34   |           | 4      | 1    |
| 4  | Michele Alboreto   | 30.5 | 1         | 4      | 1    |
| 5  | Nelson Piquet      | 29   | 2         | 4      | 9    |
| 6  | René Arnoux        | 27   |           | 4      |      |
| 7  | Derek Warwick      | 23   |           | 4      |      |
| 8  | Keke Rosberg       | 20.5 | 1         | 2      |      |
| 9  | Ayrton Senna       | 13   |           | 3      |      |
| 10 | Nigel Mansell      | 13   |           | 2      | 1    |
| 11 | Patrick Tambay     | 11   |           | 1      | 1    |
| 12 | Teo Fabi           | 9    |           | 1      |      |
| 13 | Riccardo Patrese   | 8    |           | 1      |      |
| 14 | Jacques Laffite    | 5    |           |        |      |
| 15 | Thierry Boutsen    | 5    |           |        |      |
| 16 | Eddie Cheever      | 3    |           |        |      |
| 17 | Stefan Johansson   | 3    |           |        |      |
| 18 | Andrea de Cesaris  | 3    |           |        |      |
| 19 | Piercarlo Ghinzani | 2    |           |        |      |
| 20 | Marc Surer         | 1    |           |        |      |
| 21 | Jo Gartner         | 0    |           |        |      |
| 22 | Gerhard Berger     | 0    |           |        |      |
| 23 | Francois Hesnault  | 0    |           |        |      |
| 24 | Corrado Fabi       | 0    |           |        |      |
| 25 | Mauro Baldi        | 0    |           |        |      |
| 26 | Manfred Winkelhock | 0    |           |        |      |
| 27 | Jonathan Palmer    | 0    |           |        |      |
| 28 | Huub Rothengatter  | 0    |           |        |      |
| 29 | Johnny Cecotto     | 0    |           |        |      |
| 30 | Philippe Alliot    | 0    |           |        |      |
| —  | Stefan Bellof      | 0    |           |        |      |
| —  | Martin Brundle     | 0    |           |        |      |
| —  | Mike Thackwell     | 0    |           |        |      |
| —  | Philippe Streiff   | 0    |           |        |      |

### Týmy
| *   | Tým               | Šasi         | Motor             | Pneu            | Body  | Vítězství | Podium | Pole |
| --- | ----------------- | ------------ | ----------------- | --------------- | ----- | --------- | ------ | ---- |
| 1   | McLaren-TAG       | MP4/2        | TAG Porsche P01   | Michelin        | 143.5 | 12        | 18     | 3    |
| 2   | Ferrari           | 126C4        | Ferrari 031       | G               | 57.5  | 1         | 8      | 1    |
| 3   | Lotus-Renault     | 95T          | Renault EF4B      | G               | 47    |           | 6      | 2    |
| 4   | Brabham-BMW       | BT53         | BMW M12/13        | Michelin        | 38    | 2         | 5      | 9    |
| 5   | Renault           | RE50         | Renault EF4       | Michelin        | 34    |           | 5      | 1    |
| 6   | Williams-Honda    | FW09 FW09B   | Honda RA163E      | G               | 25.5  | 1         | 2      |      |
| 7   | Toleman-Hart      | TG183B TG184 | Hart 415T         | PirelliMichelin | 16    |           | 3      |      |
| 8   | Alfa Romeo        | 184T         | Alfa Romeo 890T   | G               | 11    |           | 1      |      |
| 9   | Arrows-BMW        | A7           | BMW M12/13        | G               | 3     |           |        |      |
| 10  | Ligier-Renault    | JS23 JS23B   | Renault EF4       | Michelin        | 3     |           |        |      |
| 11  | Arrows-Ford       | A6           | Ford Cosworth DFV | G               | 3     |           |        |      |
| 12  | Osella-Alfa Romeo | FA1E FA1F    | Alfa Romeo 890T   | Pirelli         | 2     |           |        |      |
| 13  | Spirit-Hart       | 101 101B     | Hart 415T         | Pirelli         |       |           |        |      |
| 14  | Spirit-Ford       | 101C         | Ford Cosworth DFV | Pirelli         |       |           |        |      |
| 15  | ATS-BMW           | D7           | BMW M12/13        | Pirelli         |       |           |        |      |
| 16  | RAM-Hart          | 01 02        | Hart 415T         | Pirelli         |       |           |        |      |
| DSQ | Tyrrell-Ford      | 012          | Ford Cosworth DFY | G               |       |           |        |      |